# Mamousiá
Mamousiá, en grec moderne : Μαμουσιά, est un village du dème d'Égialée, dans le district régional d'Achaïe, en Grèce. 
Selon le recensement de 2011, la population de Mamousiá compte 214 habitants. 